# Takayuki Fujii
Takayuki Fujii (japanisch 藤井 貴之 Fujii Takayuki; * 18. Juni 1993 in der Präfektur Osaka) ist ein ehemaliger japanischer Fußballspieler.

## Karriere
Fujii erlernte das Fußballspielen in der Jugendmannschaft von Sanfrecce Hiroshima und der Universitätsmannschaft der Nippon Sport Science University. Seinen ersten Vertrag unterschrieb er 2016 beim Kagoshima United FC. Der Verein spielte in der dritthöchsten Liga des Landes, der J3 League. Für den Verein absolvierte er sechs Ligaspiele. 2017 wurde er an den Tokyo Musashino City FC ausgeliehen. Für den Verein absolvierte er 30 Ligaspiele. 2018 wurde er an den Nara Club ausgeliehen. Für den Verein absolvierte er 44 Ligaspiele. Ende 2019 beendete er seine Karriere als Fußballspieler.